# Orgullo de Dublín
El Orgullo de Dublín es un festival cultural que celebra la vida de las personas lesbianas, gais, bisexuales y transgénero (LGBTQ+) y que tiene lugar de forma anual en Dublín, Irlanda. Es el festival del Orgullo LGBT más grande de la isla de Irlanda. El festival culmina con una marcha del orgullo que se lleva a cabo el último sábado de junio. La celebración ha pasado de ser un evento de un día en 1974 a un festival de diez días que celebra la cultura LGBT en Irlanda con contenido artístico, social y cultural.

## Historia

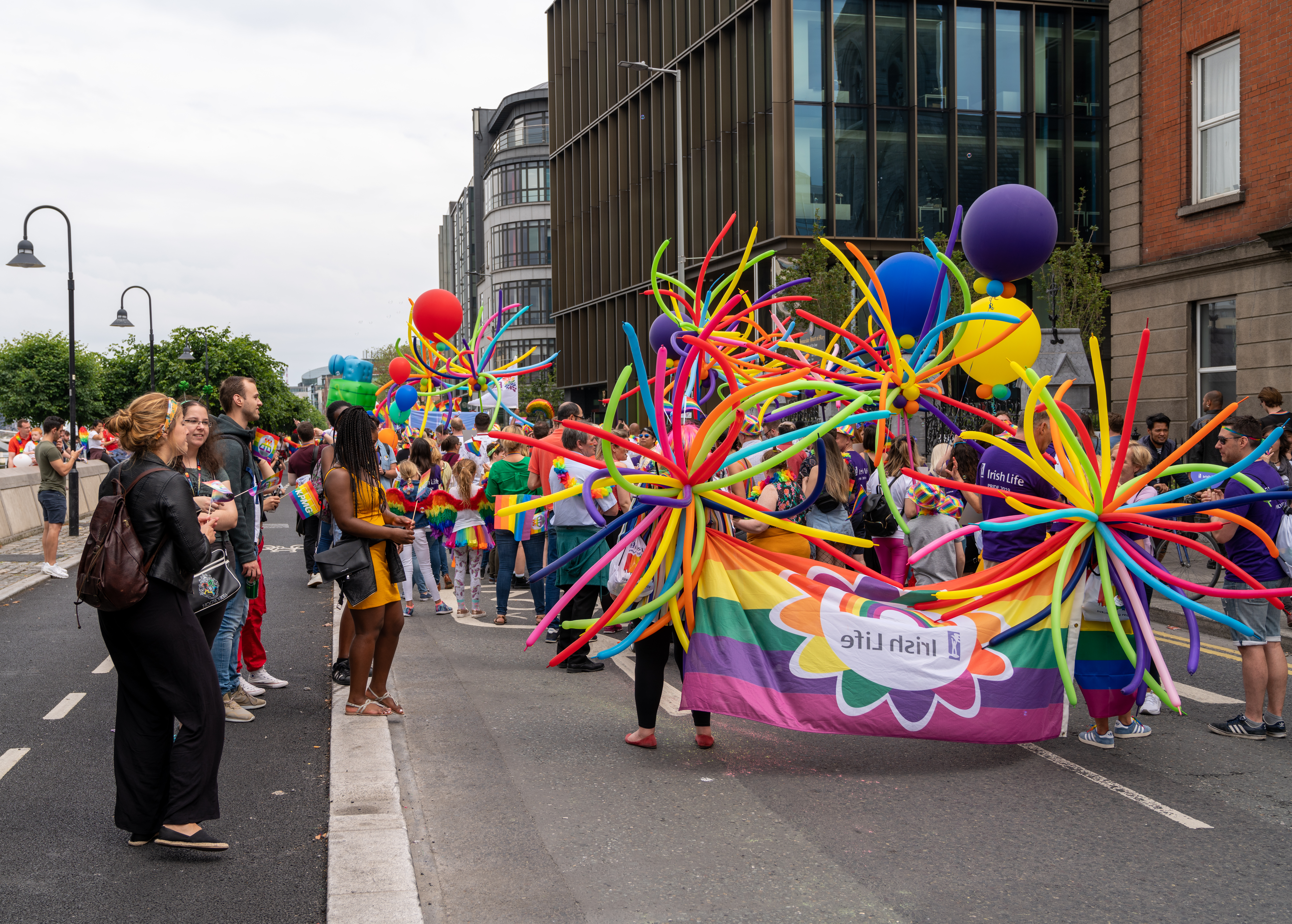
Marcha del Orgullo de 2019.

Después de los disturbios de Stonewall en Nueva York de junio de 1969 y del inicio en 1970 de las marchas del orgullo gay anuales en Estados Unidos, la primera demostración pública de personas LGBT en Dublín tuvo lugar el 27 de junio de 1974.
Los primeros eventos de la Semana del Orgullo Gay se llevaron a cabo en junio de 1979, organizados por la Federación Nacional de Gays y Lesbianas.
La primera Semana del Orgullo Gay importante en Irlanda se organizó en junio de 1980.
En marzo de 1983, antes de la primera marcha del orgullo gay, se llevó a cabo una marcha desde el centro de la ciudad de Dublín hasta Fairview Park en el suburbio de Fairview, Dublín, en protesta por los niveles de violencia contra hombres y mujeres homosexuales en Irlanda. En particular, la marcha fue una reacción al controvertido juicio del caso Flynn, cuando se dictaron sentencias suspendidas por cargos de homicidio involuntario a miembros de una pandilla declarada culpable del asesinato en 1982 de Declan Flynn, un hombre gay de 31 años en Fairview Park, y las celebraciones posteriores por parte de algunos miembros de la comunidad local tras su liberación.
La primera marcha del orgullo se celebró el sábado 25 de junio de 1983. El desfile fue organizado por la National LGBT Federation y siguió un recorrido por el centro de la ciudad de Dublín, desde St Stephen's Green hasta la Oficina General de Correos de Dublín en O'Connell Street, lugar en el que los activistas Cathal Ó Ciarragáin, Tonie Walsh y Joni Crone dieron un discurso a los participantes.
Aunque los eventos culturales del Orgullo de Dublín continuaron celebrándose durante la década de 1980, las marchas solo se realizaron hasta 1985. La marcha volvió a realizarse en 1992 y se llevó a cabo el sábado 4 de julio de 1992, con la presencia de alrededor de dos mil participantes.
Debido a la pandemia de COVID-19, el festival fue cancelado en 2020 y pasó a un formato en línea, que se desarrolló desde el 18 de junio de 2020 hasta el 28 de junio de 2020. Como parte del mismo se llevó a cabo un desfile virtual en línea encabezado por el alcalde de Dublín, Tom Brabazon.